# Jabůrek tüzér

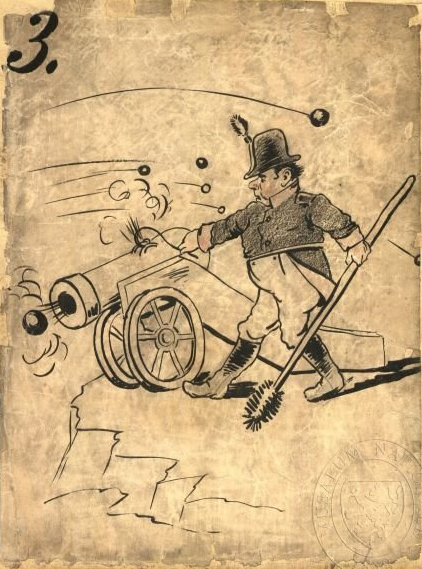

Jabůrek tüzér (cseh nyelven Kanonýr Jabůrek) 1884-ben közzétett cseh képmutogató ének, amely a háborús propagandában bemutatott hősi cselekedeteket parodizálja.
A dal a derék Jabůrek tüzérről szól, aki az 1866-os königgrätzi csatában vesz részt. Miután az ellenséges gránát letépi mindkét karját, lábával tovább tölti az ágyút, és így tovább. Miután a feje is lerepül, odaszáll a generálishoz, és azt mondja: „Jelentem, nem tudok tisztelegni.” A dalból a továbbiakban kiderül, hogy derék tüzér nemességet kapott, annak ellenére, hogy nem volt feje, de ez nem keltett feltűnést, mert a nemesség között már korábban is számos fejetlen akadt. A dalban nincs szó megtörtént eseményekről; mindenesetre akkoriban az újságokban jelentek meg eltúlzott hősiességről szóló leírások.
Jabůrek tüzér dalát eléneklik a Švejk, egy derék katona kalandjai a világháborúban című könyvben is, mert „kitűnően tüzeli a harci szellemet.”
Franz Hiesel osztrák drámaíró Jaburek című szatirikus rádiójátékának is a derék tüzér a hőse.
A csata környékén fekvő Sadová településen van egy U Kanonýra Jabůrka nevű étterem.
1968-ban Rudolf Pellar kislemeze KRÁLOVÉ HRADECKÉ ZVONY / KANONÝR JABŮREK címmel jelent meg.
1985-ben a Kantoři cseh folkegyüttes Tam u Královýho Hradce című albumán is megjelent a dal.

## Fordítás
- Ez a szócikk részben vagy egészben  a   Cannoneer Jabůrek című angol Wikipédia-szócikk ezen változatának fordításán alapul.  Az eredeti cikk szerkesztőit annak laptörténete sorolja fel. Ez a jelzés csupán a megfogalmazás eredetét és a szerzői jogokat jelzi, nem szolgál a cikkben szereplő információk forrásmegjelöléseként.